# Famille Krasiński
Cette page explique l’histoire ou répertorie les différents membres de la famille Krasiński.
La famille Krasiński portant les armoiries Ślepowron est une famille de la noblesse polonaise.

## Personnalités
Cette famille compte notamment comme personnalités :
- Franciszek Krasiński (pl) (1525-1577), archevêque de Cracovie de 1572 à 1577.
- Stanisław Krasiński (1558–1617), castellan, voïvode
- Stanisław Krasiński (1585–1649), juriste, membre de la Diète
- Jan Kazimierz Krasiński (1607–1669), voïvode
- Jan Józef Ignacy Krasiński (1675 -1764), père de :
  - Michał Hieronim Krasiński (1712-1784), staroste d'Opinogóra Górna, maréchal de la Confédération de Bar
  - Adam Stanisław Krasiński (1714-1800), évêque de Kamieniec Podolski
- Kazimierz Krasiński (1725−1802), militaire, homme politique,
- Franciszka Korwin-Krasińska (1742-1796), épouse de Charles-Christian de Saxe, duc de Courlande
- Wincenty Krasiński (1782-1858), général de division du Premier Empire, homme d'État polonais, gouverneur du Royaume du Congrès, père : 
  - Zygmunt Krasiński (1812-1859), grand poète et dramaturge romantique
- Henryk Krasiński (1804-1876), officier et écrivain polonais.

## Lieux et monuments
Plusieurs lieux et monuments portent le nom de cette famille :
- Palais de Krasiński, à Varsovie en Pologne.
- Hôtel Krasiński, hôtel particulier à Varsovie.
- Place Krasiński, à Varsovie.